# NGC 304
NGC 304 je galaksija u zviježđu Andromeda.

## Vanjske poveznice
- SEDS: NGC 304